# 조브 아한 이스파한 FC
조브 아한 이스파한 FC(페르시아어: باشگاه فوتبال ذوب ‌آهن)은 이란 이스파한을 연고로 하는 축구 클럽이다. 조브 아한의 가장 큰 라이벌은 이스파한을 연고지로 하는 세파한 이스파한이다. 이 팀은 1969년에 창단되었으며, 2010년 AFC 챔피언스리그에서 팀 역사상 처음으로 준우승을 차지했다.

## 우승 기록

#### 국내
- 이란 축구 2부 리그

우승 (1): 1995-96
- 하즈피 컵

우승 (2): 2002-03, 2008-09

#### 국제
- AFC 챔피언스리그

준우승 (1): 2010

## 선수 명단

### 현역
참고: FIFA 자격 규정에 따라 소속된 국가대표팀 국기를 표시합니다. 선수는 복수의 FIFA 비회원국 국적을 가지고 있을 수 있습니다.
| 번호 | 포지션 | 국적   | 이름              |
| ---- | ------ | ------ | ----------------- |
| 11   | MF     | 이란   | 카말 카미야비니아 |
| 35   | DF     | 조지아 | 그리골 차브라제   |

| 번호 | 포지션 | 국적 | 이름 |
| ---- | ------ | ---- | ---- |

## 역대 감독
| 감독              | 임기        |
| ----------------- | ----------- |
| 야흐야 골모함마디 | 2014 ~ 2016 |
| 아미르 갈레노에이 | 2017 ~ 2018 |
| 라만 레자에이     | 2020 ~      |
| 모하마드 라비에이 | 2023 ~      |